# Jake Buxton
Jake Buxton (Sutton-in-Ashfield, 4 maart 1985) is een Engelse profvoetballer, die sinds 2017 voor Burton Albion uitkomt. Hij is voornamelijk een centrale verdediger. 

## Carrière

### Mansfield Town
Buxton werd geboren in Sutton-in-Ashfield, Nottinghamshire en genoot zijn jeugdopleiding bij Mansfield, waar hij de "Youth Team Player of the Year Award" won in 2002. Hij maakte zijn debuut voor de eerste ploeg in oktober 2002 in een Football League Trophy-wedstrijd tegen Crewe Alexandra. In het seizoen 2004–05 werd Buxton een vaste waarde. Hiervoor werd hij beloond met een contractverlenging in februari 2005 en opnieuw in de winter van 2006. In april 2006 tekende Buxton een nieuw contract voor 2,5 jaar. Hij werd voor aanvang van het seizoen 2006-2007 benoemd tot aanvoerder. Buxton was daardoor een van de jongste aanvoerders van Engeland. 

### Burton Albion
In de zomer van 2008 ging Buxton testen bij Crewe Alexandra, maar Crewe besloot hem niet aan te trekken. In augustus 2008 tekende hij bij Burton Albion. Buxton's periode bij Burton leverde hem een goede reputatie op. De centrale verdediger hielp The Brewers mee de titel te veroveren in de National Leaugue. Hij werd benoemd tot speler van de maand november 2008. Buxton won de prijs voor de beste speler van Burton Albion en trok veel interesse.

### Derby County
Aan het einde van het seizoen 2008-2009 tekende Buxton een eenjarig contract, met de mogelijkheid van een verlenging van een jaar bij Championship-club Derby County, nadat zijn contract bij Burton was afgelopen. Buxton maakte zijn debuut voor Derby op 8 augustus 2009. Zijn eerste doelpunt voor Derby kwam er op 22 augustus 2009. Hij blesseerde zich echter op de zesde speeldag. Net wanneer hij weer fit was en wat ritme opdeed bij de reserves, blesseerde hij zich opnieuw, ditmaal aan zijn lies. 
In december 2009 tekende Buxton een nieuw contract bij Derby County, dat lange tijd op een plaats vertoefde die recht gaf op de play-offs met als inzet een ticket en promotie naar de Premier League. Helaas volgde er een scherpe daling in november, waardoor Derby geen aanspraak meer maakte op een promotie. Dankzij de blessure van Shaun Barker wist Buxton zich weer in de ploeg te werken. 
Buxton verkreeg een cultstatus onder de Derby-supporters nadat hij het winnende doelpunt scoorde tegen aartsrivaal Nottingham Forest in blessuretijd. Derby wist voor het eerst in veertig jaar beide competitiewedstrijden tegen de rivaal te winnen. Buxton werd uiteindelijk beloond met een contractverlenging van twee jaar, waardoor hij tot de zomer van 2014 bij de club bleef. Buxton werd vanaf augustus 2012 gezien als de meest ervaren verdediger van Derby County na de verkoop van Jason Shackell aan Burnley en blessureleed van Shaun Barker. Trainer Nigel Clough meende dat Buxton over de capaciteiten beschikte om een zeer waardevolle speler te worden. Buxton opende het seizoen met drie goals in twee wedstrijden. Buxton was aan het begin van dat seizoen opnieuw een vaste waarde.
Toen aanwinst James O'Connor neerstreek, ging hij de concurrentie met hem aan voor een basisplaats aan de zijde van centrale verdediger en aanvoerder Richard Keogh. Hij leek de concurrentiestrijd te zullen winnen, tot hij tegen een schorsing aankeek op 27 oktober 2012. Na verschillende wedstrijden op de bank te hebben doorgebracht na zijn schorsing, maakte hij zijn terugkeer. Enkele weken na zijn terugkeer liep hij een knieblessure op, waardoor hij twee maanden buiten strijd was. 
Nadat hij terugkeerde in november 2012 werkte hij zich terug in de basis. Later die maand ondertekende Buxton een nieuw contract van twee jaar. Ondanks het verlies van zijn rugnummer 5, werd Buxton beschouwd als het eerste keus tijdens het seizoen 2013-14, aangezien Shaun Barker en Mark O'Brien revalideerden van knieblessures. Op 30 juni 2014 ondertekende hij een nieuw driejarig contract bij Derby County, hierdoor was hij aan Derby gebonden tot het eind van het seizoen 2016-17. Vanaf het seizoen 2014–15 speelde Buxton weerom met rugnummer 5 na de voortdurende afwezigheid van Shaun Barker.

### Wigan Athletic
Op 26 juli 2016 sloot Buxton zich aan bij het pas naar het Championship gepromoveerde Wigan Athletic voor een niet bekendgemaakte vergoeding. Hij ondertekende een driejarig contract. Hij scoorde zijn eerste goal voor Wigan in een 1-0 winst op 14 februari 2017 tegen Wolverhampton Wanderers. Hij verliet Wigan op 20 juni 2017 toen hij ermee instemde zijn contract te ontbinden zodat hij terug kon keren naar Nottinghamshire.

### Burton Albion
Op 28 Juni 2017, tekende Buxton bij Burton Albion. Hij kreeg na de degradatie een nieuw contract tot het einde van het seizoen 2017-18.

## Statistieken
| seizoen | club                           | land     | competitie                                      | wed. | goals |
| ------- | ------------------------------ | -------- | ----------------------------------------------- | ---- | ----- |
| 2002/03 | Mansfield Town                 | Engeland | Second Division                                 | 3    | 0     |
| 2003/04 | Mansfield Town → Alfreton Town | Engeland | Third Division Northern Premier Football League | 11 5 | 1 0   |
| 2004/05 | Mansfield Town                 | Engeland | League Two                                      | 33   | 1     |
| 2005/06 | Mansfield Town                 | Engeland | League Two                                      | 44   | 0     |
| 2006/07 | Mansfield Town                 | Engeland | League Two                                      | 36   | 1     |
| 2007/08 | Mansfield Town                 | Engeland | League Two                                      | 46   | 2     |
| 2008/09 | Burton Albion                  | Engeland | National League                                 | 44   | 1     |
| 2009/10 | Derby County                   | Engeland | Championship                                    | 24   | 1     |
| 2010/11 | Derby County                   | Engeland | Championship                                    | 1    | 0     |
| 2011/12 | Derby County                   | Engeland | Championship                                    | 23   | 2     |
| 2012/13 | Derby County                   | Engeland | Championship                                    | 32   | 5     |
| 2013/14 | Derby County                   | Engeland | Championship                                    | 52   | 2     |
| 2014/15 | Derby County                   | Engeland | Championship                                    | 23   | 3     |
| 2015/16 | Derby County                   | Engeland | Championship                                    | 4    | 0     |
| 2016/17 | Wigan Athletic FC              | Engeland | Championship                                    | 42   | 1     |
| 2017/18 | Burton Albion                  | Engeland | Championship                                    | 33   | 0     |
| 2018/19 | Burton Albion                  | Engeland | League One                                      | 35   | 0     |
| 2019/20 | Burton Albion                  | Engeland | League One                                      | 30   | 1     |
| 0       | 0                              | Totaal   |                                                 | 434  | 19    |

bijgewerkt tot 2 april 2020